# Obras cumbres (álbum de Attaque 77)
Obras cumbres es un álbum recopilatorio de la banda argentina Attaque 77. Salió a la venta en 2006, y consiste en dos discos en los que se recorre por muchos de sus catorce discos editados hasta entonces, además salió un DVD con distintos videos clips y recitales.

## Canciones
| CD 1 1. ¿Cuál es el precio? (1992, Ángeles caídos) 2. Por qué te vas (1992, Ángeles caídos) 3. Justicia (1992, Ángeles caídos) 4. Donde las águilas se atreven (2001, Caña!) 5. Todo está al revés (1994, Todo está al revés) 6. Flores robadas (1994, Todo está al revés) 7. Pagar o morir (1994, Todo está al revés) 8. Alza tu voz (1994, Todo está al revés) 9. Santiago (1995, Amén!) 10. San Fermín (1995, Amén!) 11. El Perro (1995, Amén!) 12. Tres pájaros negros (1995, Amén!) 13. Crecer (1997, Un día perfecto (U.D.P)) 14. Áspero (1997, Un día perfecto) 15. Ángel (1997, Un día perfecto) 16. Qué vas (1997, Un día perfecto) 17. Luz (1997, Un día perfecto) 18. El jorobadito (1998, Otras canciones) 19. Dame, dame, dame (1998, Otras canciones) 20. Amigo / White trash (1998, Otras canciones) 21. No me arrepiento de este amor (1998, Otras canciones) 22. Perfección (1998, Otras canciones) | CD 2 1. Cosas que suceden (2000, Radio Insomnio) 2. Canción inútil (2000, Radio insomnio) 3. El pobre (2000, Radio insomnio) 4. Beatle (2000, Radio insomnio) 5. El cielo puede esperar (vivo) (1990, El cielo puede esperar, audio de Trapos, 2001) 6. Espadas y serpientes (vivo) (1990, El cielo puede esperar, audio de Trapos, 2001) 7. Dame fuego (vivo) (1990, El cielo puede esperar, audio de Trapos, 2001) 8. Hacelo por mí (vivo) (1990, El cielo puede esperar, audio de Trapos, 2001) 9. Consejos del abuelo (vivo) (2001, Trapos) 10. Chicos y perros (vivo) (1992, Ángeles caídos, audio de Trapos, 2001) 11. La colina de la vida (vivo) (Con León Gieco) (2002, Amateur) 12. Titanes en el ring (2002, Amateur) 13. América (vivo) (2002, Amateur) 14. Herminda de la victoria (2002, Amateur) 15. Un día de invierno (2002, Amateur) 16. Western (2003, Antihumano) 17. La gente que habla sola (2003, Antihumano) 18. Ojos de perro (2003, Antihumano) 19. Arrancacorazones (2003, Antihumano) 20. Setentistas (2003, Antihumano) 21. Éxodo-Ska (2003, Antihumano) |